# Neu! 2
Neu! 2 – drugi album niemieckiej grupy krautrockowej Neu!, wydany w 1973 roku. Reedycja ukazała się w 2001 roku.
Na albumie występuje bardzo charakterystyczny dla grupy mechaniczny beat – tzw. motorik. Dodatkowo prosta okładka płyty jest przykładem pop-artu (w porównaniu z pierwszą płytą nieznacznie zmieniły się tylko kolor i tytuł).
Podczas sesji muzykom zabrakło pieniędzy na dokończenie nagrania. Druga strona płyty zawiera więc singla Neuschne/Super odgrywanego w różnych tempach (np. 16 lub 78 bpm) lub zniekształcanego elektronicznie. Jest to jeden z pierwszych przykładów na wykorzystanie remiksu w muzyce popularnej.

## Lista utworów

### Strona pierwsza
| 1. | Für immer                | 11:00 |
|    |                          |       |
| 2. | Spitzenqualität          | 4:58  |
|    |                          |       |
| 3. | Gedenkminute (Für A + K) | 1:00  |
|    |                          |       |
| 4. | Lila Engel               | 4:35  |
|    |                          |       |
|    |                          | 21:33 |
|    |                          |       |

### Strona druga
| 1. | Neuschnee 78      | 2:30  |
|    |                   |       |
| 2. | Super 16          | 3:37  |
|    |                   |       |
| 3. | Neuschnee         | 3:59  |
|    |                   |       |
| 4. | Cassetto          | 1:50  |
|    |                   |       |
| 5. | Super 78          | 1:35  |
|    |                   |       |
| 6. | Hallo Excentrico! | 3:43  |
|    |                   |       |
| 7. | Super             | 3:07  |
|    |                   |       |
|    |                   | 20:21 |
|    |                   |       |

## Personel
- Michael Rother – gitara, gitara basowa, keyboardy, cytra, perkusja, elektronika, kasety
- Klaus Dinger – banjo japońskie, perkusja, gitara 11-strunowa, perkusja, pianino, wokal, elektronika, gramofon
- Konrad "Conny" Plank – producent, inżynier dźwięku
- Hans Lampe – inżynier dźwięku